# گکلنیوس (دهانه)
گکلنیوس یک دهانه برخوردی در ماه‌ است.

## دهانه‌های اقماری
این دهانه ۲ دهانه اقماری دارد.
| Goclenius | عرض جغرافیایی | طول جغرافیایی | قطر          |
| --------- | ------------- | ------------- | ------------ |
| B         | ۹.۲° S        | ۴۴.۴° E       | ۷.۰ کیلومتر  |
| U         | ۹.۳° S        | ۵۰.۱° E       | ۲۲.۰ کیلومتر |